# Marcin Waliński
Marcin Waliński (ur. 24 października 1990 roku) – polski siatkarz,  grający na pozycji przyjmującego.

## Przebieg kariery
| Lata                      | Klub                         |                   |                   |                   |                   |                   |                   |                   |                   |                   |
| Kariera juniorska         | Kariera juniorska            | Kariera juniorska | Kariera juniorska | Kariera juniorska | Kariera juniorska | Kariera juniorska | Kariera juniorska | Kariera juniorska | Kariera juniorska | Kariera juniorska |
| ------------------------- | ---------------------------- | ----------------- | ----------------- | ----------------- | ----------------- | ----------------- | ----------------- | ----------------- | ----------------- | ----------------- |
| 2002–2006                 | MKS MDK Trzcianka            |                   |                   |                   |                   |                   |                   |                   |                   |                   |
| Kariera seniorska         |                              |                   |                   |                   |                   |                   |                   |                   |                   |                   |
| 2006–2009                 | EKS Skra Bełchatów           |                   |                   |                   |                   |                   |                   |                   |                   |                   |
| 2009–2015                 | Transfer Bydgoszcz           |                   |                   |                   |                   |                   |                   |                   |                   |                   |
| 2015–2016                 | Indykpol AZS Olsztyn         |                   |                   |                   |                   |                   |                   |                   |                   |                   |
| 2016–2018                 | MKS Będzin                   |                   |                   |                   |                   |                   |                   |                   |                   |                   |
| 2018–2020                 | Aluron Virtu Warta Zawiercie |                   |                   |                   |                   |                   |                   |                   |                   |                   |
| 2020–2021                 | Ślepsk Malow Suwałki         |                   |                   |                   |                   |                   |                   |                   |                   |                   |
| 2021–2022                 | Cuprum Lubin                 |                   |                   |                   |                   |                   |                   |                   |                   |                   |
| 2022–2022 (od 06.05.2022) | Anioły Toruń                 |                   |                   |                   |                   |                   |                   |                   |                   |                   |
| 2022–2023                 | Aluron CMC Warta Zawiercie   |                   |                   |                   |                   |                   |                   |                   |                   |                   |
| 2023–2024                 | GKS Katowice                 |                   |                   |                   |                   |                   |                   |                   |                   |                   |
| 2024–2025                 | JSW Jastrzębski Węgiel       |                   |                   |                   |                   |                   |                   |                   |                   |                   |
| 2025–                     | Cuprum Stilon Gorzów         |                   |                   |                   |                   |                   |                   |                   |                   |                   |

## Sukcesy klubowe

### młodzieżowe
Mistrzostwa Polski Kadetów:
- 2007

Mistrzostwa Polski Juniorów:
- 2009

Młoda Liga:
- 2012
- 2011

### seniorskie
Puchar Polski:
- 2025[7]

Liga Mistrzów:
- 2025[8]